# Флуориметрія

Спрощена конструкція компонентів флуориметра

Флуоримéтрія або флуоресцентна спектроскопія — визначення концентрації речовини за інтенсивністю флуоресценції, що виникає при опромінюванні речовини світловим випромінюванням певної довжини хвилі, наприклад, ультрафіолетовим промінням, й після поглинання нею енергії збуджуючого випромінювання.
Це метод аналізу, який базується на визначенні залежності між інтенсивністю флуоресценції аналізованої проби та концентрацією речовини.

## Додаткова література
- Šachl, Radek; Amaro, Mariana, ред. (2023). Fluorescence Spectroscopy and Microscopy in Biology. Springer Series on Fluorescence (англ.). Т. 20. Cham: Springer International Publishing, Springer Nature. ISBN 978-3-031-30361-6.
- Murphy, Kathleen R.; Stedmon, Colin A.; Graeber, Daniel; Bro, Rasmus (2013). Fluorescence spectroscopy and multi-way techniques. PARAFAC. Analytical Methods (англ.). doi:10.1039/C3AY41160E.

1. ↑  Що таке Флуориметрія? Визначення за ДСТУ 3363-96 ЛЮМIНОФОРИ ТА ЛЮМIНЕСЦЕНТНI. dbn.co.ua. Процитовано 27 грудня 2023.